# Strong City (Oklahoma)
Strong City es un pueblo ubicado en el condado de Roger Mills en el estado estadounidense de Oklahoma. En el año 2010 tenía una población de 574 habitantes y una densidad poblacional de 441,54 personas por km².

## Geografía
Strong City se encuentra ubicado en las coordenadas 35°40′15″N 99°35′58″O / 35.67083, -99.59944 (35.670772, -99.599334).

## Demografía
Según la Oficina del Censo en 2000 los ingresos medios por hogar en la localidad eran de $27,500 y los ingresos medios por familia eran $27,500. Los hombres tenían unos ingresos medios de $23,750 frente a los $26,250 para las mujeres. La renta per cápita para la localidad era de $13,474. Alrededor del 21.4% de la población estaban por debajo del umbral de pobreza.